# Врх Драганићки
Врх Драганићки је бивше насељено место у саставу општине Драганић, у Карловачкој жупанији, Република Хрватска.

## Историја
На попису 2001. године насеље је укинуто и припојено насељу Драганић.

## Становништво
На попису становништва 1991. године, насељено место Врх Драганићки је имало 303 становника, следећег националног састава:
| Попис 1991.‍ | Попис 1991.‍ | Попис 1991.‍ | Попис 1991.‍ | Попис 1991.‍ |
| ----------- | ----------- | ----------- | ----------- | ----------- |
|             |             |             |             |             |
| Хрвати      | Хрвати      |             | 286         | 94,38%      |
| Срби        | Срби        |             | 6           | 1,98%       |
| Југословени | Југословени |             | 3           | 0,99%       |
| Македонци   | Македонци   |             | 1           | 0,33%       |
| непознато   | непознато   |             | 7           | 2,31%       |
| укупно: 303 |             |             |             |             |